# Ida (Äbtissin)
Ida (* um 1200; † um 1240) war Äbtissin im Stift Freckenhorst.

## Leben
Ida war Nachfolgerin der Äbtissin Kunegundis von der Lippe. Ein Streit, der sich zwischen ihr und dem Domkapitel in Münster wegen des Archidiakonats in Freckenhorst entwickelt hatte, musste durch mehrere vom Papst Honorius III. eingesetzte Schiedsrichter geschlichtet werden. Dies ergibt sich aus einer Urkunde vom 11. April 1225. Die Kreuzverehrung in Freckenhorst hatte sowohl während ihrer als auch der Amtszeit der Nachfolgerinnen stark an Bedeutung gewonnen. Im Jahre 1240 trat Heilewigis die Nachfolge Idas an.